# 6110 Kazak
A 6110 Kazak (ideiglenes jelöléssel 1978 NQ1) a Naprendszer kisbolygóövében található aszteroida. Ljudmila Ivanovna Csernih fedezte fel 1978. július 4-én.